# Njivska sovka
Njivska sovka (znanstveno ime Agrotis exclamationis) je pogosta vrsta sovk, ki je škodljivec kmetijskih rastlin in se pojavlja po vsej palearktiki od Irske do Japonske. 

## Opis in biologija
Odrasel metulj ima rdečkasto rjava prednja krila s premerom med 32 in 45 mm. Zanjo je značilna srčasta pega proti vrhu kril in črna črtica proti korenu kril. Zadnja krila so svetlo siva, obrobljena s temnejšim ozkim robom. Jajčeca so rumenkasto bela. Odrasle gosenice dosežejo dolžino med 33 in 40 mm. So sivo ali rumenkasto rjave s svetlo črto po sredini hrbta, ki jo obrobljata temnejši črti. Prezimi odrasla gosenica v posebni kamrici pod zemljo. Spomladi se gosenica v isti kamrici zabubi. Buba je svetlo rjava, dolga od 16 do 17 mm.
- Profil
- Sprednja znamka
- Barvna variacija

## Podvrste
- A. e. corsica - Korzika
- A. e. exclamationis - Evropa
- A. e. informis Leech, [1889] - Japonska